# WinZip
WinZip — умовно-безплатний файловий архіватор і компресор фірми Corel для операційних систем Microsoft Windows, OS X, iOS і Android. ZIP є основним форматом, хоча підтримуються і інші формати архівів.

## Можливості
- Створення, доповнення, вилучення з архівів ZIP, а також власного формату .zipx
- Підтримка алгоритмів компресії JPEG, LZMA (12.0), bzip2 (9.0), PPMd (10.0) і спеціальних алгоритмів для звукових файлів (на основі WavPack), що дозволяє зменшити архів ціною потенційного збільшення часу стиснення і видобування (особливо за використання PPMd).
- Декомпресія файлів .bz2, .rar, .iso, .img, 7-zip
- Вбудована підтримка архівів LHA (.lha і .lzh)
- Налаштовувана інтеграція в оболонку Windows Microsoft.
- Інтеграція з хмарними сховищами та соціальними мережами[1]
- Підтримка 128- і 256-бітових ключів шифрування AES. Це дозволило замінити менш надійний метод шифрування PKZIP 2.0, використовуваний у ранніх версіях. Версія 9 також підтримує 64-бітове шифрування ZIP.

### Додаткові можливості
- Прямий запис архівів на CD/DVD/Blu-ray[2]
- Автоматизація резервного копіювання
- Підтримка протоколу FTP
- Надсилання ZIP архівів електронною поштою
- Підтримка Юнікоду (від версії 11.2)

## Історія
Архіватор формату ZIP (PKZIP) спочатку створено для MS-DOS у 1989 році компанією PKWare.
WinZip створено на початку 1990 року як комерційний графічний інтерфейс для PKZIP. Приблизно в 1996 творці WinZip включили код стиснення від проекту PKZIP, таким чином усуваючи потребу присутності консольної версії.
Від версії 6.0 до версії 9.0 зареєстровані користувачі могли завантажувати найновіші версії програмного забезпечення, використовуючи початкову реєстраційну інформацію, і тим самим отримуючи оновлення безплатно. Починаючи з версії 10.0 систему безплатного оновлення відключено. WinZip доступний у стандартній і професійній версіях.
У травні 2006 року, корпорація Corel, відома своєю лінією продуктів WordPerfect Office і CorelDraw, оголосила, що завершила придбання WinZip Computing.
До версії 11.2 була можливість увімкнення за допомогою зовнішніх програм підтримки архівів ARC, ARJ.
Від версії 14.5 меню графічної оболонки програми змінено на стрічковий інтерфейс.

У версії 16.0 вбудовано інтеграцію з Facebook, що включає опцію «ZipShare», яка дозволяє завантажувати архіви в соціальну мережу. Додано функцію «ZipSend» для надсилання архівів електронною поштою. Реалізовано повну підтримку 64-розрядних процесорів, а також резервне копіювання на диски Blu-ray.
2012 — вихід WinZip версії 16.5, рушій якої оптимізовано для багатоядерних процесорів. Також додано підтримку OpenCL для GPU AMD (однак, не для Intel і Nvidia), при цьому приріст продуктивності в цьому застосуванні в APU Trinity і Llano становив до 45 %.
У версії 17.0, яка вийшла в жовтні 2012 року, додано підтримку для роботи з хмарними сховищами (Google Диск, SkyDrive, Dropbox тощо), а також інтеграція з Твіттер і LinkedIn.